# لوك تشادويك
لوك تشادويك (بالإنجليزية: Luke Chadwick)‏ (18 نوفمبر 1980 في المملكة المتحدة - ) هو لاعب كرة قدم بريطاني في مركز الوسط. شارك مع منتخب إنجلترا تحت 18 سنة لكرة القدم ومنتخب إنجلترا تحت 21 سنة لكرة القدم. أما مع النوادي، فقد لعب مع رويال أنتويرب وستوك سيتي وكامبريدج يونايتد ومانشستر يونايتد وميلتون كينز دونز ونادي بيرنلي ونادي ريدنغ ونورويتش سيتي ووست هام يونايتد.

## وصلات خارجية
- لوك تشادويك على موقع قاعدة بيانات كرة القدم.إي يو (الإنجليزية)
- لوك تشادويك على موقع Soccerbase.com (لاعب) (الإنجليزية)
- لوك تشادويك على موقع عالم كرة القدم.نت (الإنجليزية)